# Brachypelma verdezi
Brachypelma verdezi é uma espécie de aranha pertencente à família Theraphosidae.